# Odzalana curticeps
Odzalana curticeps är en insektsart som beskrevs av Rauno E. Linnavuori 1975. Odzalana curticeps ingår i släktet Odzalana och familjen dvärgstritar. Inga underarter finns listade i Catalogue of Life.